# Хорст, Юлиус Иосиф Иоахим фон
Юлиус Иосиф Иоахим фон Хорст (нем. Julius Joachim Ludwig von Horst; 1830—1904) — австро-венгерский военачальник, министр ландвера Цислейтании.

## Биография
Юлиус Иосиф Иоахим фон Хорст родился 12 апреля 1830 года в городе Германштадте.
После окончания Австро-прусско-итальянской войны 1866 года фон Хорст представил записку о необходимости введения общей воинской повинности и ландвера по прусскому образцу и был призван в 1868 году в военное министерство для разработки этого вопроса и для защиты его в рейхсрате.
После падения министерства Карла Зигмунда фон Гогенварта Юлиус фон Хорст был назначен министром ландвера (1871) и занимал этот пост и при Эдуарде Тааффе, принимая деятельное участие в преобразовании военного устройства страны.
В 1880 году он сложил с себя должность министра и члена рейхсрата, где заседал с 1873 года.
Юлиус Иосиф Иоахим фон Хорст умер 6 февраля 1904 года в городе Граце.